# La verità in cimento
La verità in cimento (RV 739) è un dramma per musica del compositore Antonio Vivaldi su libretto di Giovanni Palazzi.

## Storia
Rappresentata per la prima volta al Teatro Sant'Angelo di Venezia nell'autunno del 1720, l'opera fu rappresentata con un cast di alto livello:
- Girolamo Albertini Zelim
- Antonia Merighi Damira
- Chiara Orlandi Rustena
- Antonia Laurenti Melindo
- Anna Maria Strada Rosane
- Antonio Barbieri Mamud

In un periodo di pieno fervore compositivo e grande interesse da parte del pubblico, in cui arrivò a rappresentare una seria alternativa a compositori di successo come Carlo Francesco Pollarolo e Giuseppe Maria Orlandini, Vivaldi fu oggetto anche della satira di Benedetto Marcello, che sembra proprio riferirsi al cast della Verità in cimento già dalla provocatoria copertina del suo pamphlet Il teatro alla moda (Venezia, 1720).